# لونغ (أوكلاهوما)
لونغ (بالإنجليزية: Long CDP, Oklahoma)‏ هي منطقة سكنية تقع بولاية أوكلاهوما في الولايات المتحدة. تبلغ مساحتها 19.8 كم2، وترتفع عن سطح البحر 262 م، بلغ عدد سكانها 370 نسمة في عام 2010 حسب إحصاء مكتب تعداد الولايات المتحدة وتصل الكثافة السكانية فيها 18.7 نسمة لكل كيلومتر مربع (48.4/ميل2).

## التركيبة السكانية
حدّد مكتب تعداد الولايات المتحدة بيانات التركيبة السكانية للونغ في تعداد الولايات المتحدة. في ما يلي، التركيبة السكانية حسب تعدادي 2000 و2010.

### تعداد عام 2000
بلغ عدد سكان لونغ 363 نسمة بحسب تعداد عام 2000، وبلغ عدد الأسر 125 أسرة وعدد العائلات 100 عائلة مقيمة في المنطقة السكنية. في حين سجلت الكثافة السكانية 18.3 نسمة لكل كيلومتر مربع (47.4/ميل2). وبلغ عدد الوحدات السكنية 140 وحدة بمتوسط كثافة قدره 7.1 لكل كيلومتر مربع (18.4/ميل2).
وتوزع التركيب العرقي للمنطقة السكنية بنسبة 67.77% من البيض و17.36% من الأمريكيين الأصليين و0.28% من سكان جزر المحيط الهادئ و0.28% من الأعراق الأخرى و14.33% من عرقين مختلطين أو أكثر و1.10% من الهسبانيون أو اللاتينيون من أي عرق.
بلغ عدد الأسر 125 أسرة كانت نسبة 48% منها لديها أطفال تحت سن الثامنة عشر تعيش معهم، وبلغت نسبة الأزواج القاطنين مع بعضهم البعض 64% من أصل المجموع الكلي للأسر، ونسبة 7.2% من الأسر كان لديها معيلات من الإناث دون وجود شريك،  بينما كانت نسبة 8.8% من الأسر لديها معيلون من الذكور دون وجود شريكة وكانت نسبة 20% من غير العائلات. تألفت نسبة 16.8% من أصل جميع الأسر من عدة أفراد يعيشون في نفس المنزل ونسبة 7.2% كانت تتألف من شخص يعيش بمفرده يبلغ من العمر 65 عاماً أو أكثر. وبلغ متوسط حجم الأسرة المعيشية 2.90، أما متوسط حجم العائلات فبلغ 3.22.
بلغ العمر الوسطي للسكان 35.4 عاماً. وكانت نسبة 30% من القاطنين تحت سن الثامنة عشر، وكانت نسبة 6.9% بين الثامنة عشر والرابعة والعشرين عاماً، ونسبة 30.3% كانت واقعةً في الفئة العمرية ما بين الخامسة والعشرين والرابعة والأربعين عاماً، ونسبة 26.2% كانت ما بين الخامسة والأربعين والرابعة والستين، ونسبة 6.6% كانت ضمن فئة الخامسة والستين عاماً فما فوق. يوجد لكل 100 أنثى 113.5 ذكر، ويوجد لكل 100 أنثى في الثامنة عشر من عمرها فما فوق 101.6 ذكر.
بلغ متوسط دخل الأسرة في المنطقة السكنية 40,208 دولارًا، أما متوسط دخل العائلة فبلغ 41,597 دولارًا. وكان متوسط دخل الذكور 26,964 دولارًا مقابل 25,625 دولارًا للإناث. وسجل دخل الفرد الخاص بالمنطقة السكنية 13,759 دولارًا. وكانت نسبة 11.4% من العائلات ونسبة 24.5% من السكان تحت خط الفقر، وكان من هؤلاء نسبة 42.7% تحت سن الثامنة عشر ونسبة 41.4% في الخامسة والستين من العمر وما فوق.

### تعداد عام 2010
بلغ عدد سكان لونغ 370 نسمة بحسب تعداد عام 2010، وبلغ عدد الأسر 140 أسرة وعدد العائلات 103 عائلة مقيمة في المنطقة السكنية. في حين سجلت الكثافة السكانية 18.7 نسمة لكل كيلومتر مربع (48.4/ميل2). وبلغ عدد الوحدات السكنية 156 وحدة بمتوسط كثافة قدره 7.9 لكل كيلومتر مربع (20.5/ميل2).
وتوزع التركيب العرقي للمنطقة السكنية بنسبة 63.24% من البيض و20.81% من الأمريكيين الأصليين و1.89% من الأمريكيين ذوي الأصول الآسيوية و5.14% من الأعراق الأخرى و8.92% من عرقين مختلطين أو أكثر و6.22% من الهسبانيون أو اللاتينيون من أي عرق.
بلغ عدد الأسر 140 أسرة كانت نسبة 28.6% منها لديها أطفال تحت سن الثامنة عشر تعيش معهم، وبلغت نسبة الأزواج القاطنين مع بعضهم البعض 56.4% من أصل المجموع الكلي للأسر، ونسبة 10% من الأسر كان لديها معيلات من الإناث دون وجود شريك،  بينما كانت نسبة 7.1% من الأسر لديها معيلون من الذكور دون وجود شريكة وكانت نسبة 26.4% من غير العائلات. تألفت نسبة 21.4% من أصل جميع الأسر من عدة أفراد يعيشون في نفس المنزل ونسبة 7.9% كانت تتألف من شخص يعيش بمفرده يبلغ من العمر 65 عاماً أو أكثر. وبلغ متوسط حجم الأسرة المعيشية 2.64، أما متوسط حجم العائلات فبلغ 3.04.
بلغ العمر الوسطي للسكان 40.5 عاماً. وكانت نسبة 22.7% من القاطنين تحت سن الثامنة عشر، وكانت نسبة 12.7% بين الثامنة عشر والرابعة والعشرين عاماً، ونسبة 18.9% كانت واقعةً في الفئة العمرية ما بين الخامسة والعشرين والرابعة والأربعين عاماً، ونسبة 36.2% كانت ما بين الخامسة والأربعين والرابعة والستين، ونسبة 9.5% كانت ضمن فئة الخامسة والستين عاماً فما فوق. وتوزع التركيب الجنسي للسكان بنسبة 52.7% ذكور و47.3% إناث.